# ドイチェヴェルケ
ドイチェヴェルケ（ドイツ語: Deutsche Werke、ドイツ製作所）はかつてドイツに存在した企業である。

## 歴史
1925年にドイツ帝国海軍キール工廠が幾つかの造船所と合併、設立したが、これは第一次世界大戦におけるヴェルサイユ条約に基づいて行なわれ、ドイツの軍需産業の弱体化が目的であった。ドイチェヴェルケはワイマール共和国政府が所有し、本社はベルリンにおかれた。
ドイチェヴェルケは初期には主に商船を建造していたが、1932年にナチ党が政権を握ると軍艦の建造に転じた。造船の他に火器の製造も行い、その中には米国でも好評を得ていたオルトギー自動拳銃も含まれる。ドイチェヴェルケの設備及び工場は第二次世界大戦の空襲によって破壊され、被害を免れた物も終戦後に取り壊された。

## その後
フリードリヒスオルトにあった機械、機関車部門は後にキール機械製作所となり、ドイチェヴェルケの第5、第6乾ドックは1953年にホヴァルツヴェルケが買収、現在ホヴァルツヴェルケ＝ドイツ造船キール工場となっている。

## 建造した主な艦艇
- ドイチュラント
- ブルッヒャー
- グナイゼナウ
- グラーフツェッペリン
- Z1型駆逐艦